# هاريسون فورمان
هاريسون فورمان (بالإنجليزية: Harrison Forman)‏ هو مصور أخبار وصحفي أمريكي، ولد في 15 يونيو 1904 في ميلواكي في الولايات المتحدة، وتوفي في 31 يناير 1978 في نيويورك في الولايات المتحدة.

## وصلات خارجية
- هاريسون فورمان على موقع IMDb (الإنجليزية)